# جوشوا روز
جوشوا روز (بالإنجليزية: Joshua Rose)‏ (16 ديسمبر 1981 أستراليا - ) هو لاعب كرة قدم أسترالي يلعب كلاعب وسط.

## روابط خارجية
- جوشوا روز على موقع قاعدة بيانات كرة القدم.إي يو (الإنجليزية)
- جوشوا روز على موقع Soccerway.com (الإنجليزية)
- جوشوا روز على موقع عالم كرة القدم.نت (الإنجليزية)